# Стариковская волость
Стариковская волость — волость в составе Дмитровского и Ленинского уездов Московской губернии. Существовала в 1917—1924 годах. Центром волости была деревня Стариково.
Стариковская волость была образована в составе Дмитровского уезда в 1917 году. В её состав вошли селения Караваевской волости: Веретьево, Жуково, Иванцево, Липино, Мельдино, Мишуково, Ольховик, Пановка, Пантелеево, Стариково, Страшево, Усть-Стрелка, Фёдоровка, Филиппово и Юдино.
По данным 1918 года в Стариковской волости было 3 сельсовета: Минеевский, Пановский и Стариковский.
15 августа 1921 года Стариковская волость была передана в Ленинский уезд.
По данным 1923 года в Стариковской волости по-прежнему было 3 сельсовета: Минеевский, Пановский и Стариковский.
31 марта 1924 года Стариковская волость в полном составе была присоединена к Ленинской волости.